# 鸟洞信号场
鳥洞信号场是位于韩国江原道旌善郡新東邑的一座号志站，属于太白线和咸白线。

## 历史
- 1977年3月1日 - 落成使用[1][2]。

## 邻近车站
韩国铁道公社
太白線
礼美站 - 鳥洞信号场 - 紫味院信号场
咸白線
咸白站 - 鳥洞信号场